# موناستیر دی ترویزو
موناستیر دی ترویزو (به ایتالیایی: Monastier di Treviso) یک کومونه در ایتالیا است که در استان ترویزو واقع شده‌است. موناستیر دی ترویزو ۲۵٫۴ کیلومترمربع مساحت و ۳٬۷۳۲ نفر جمعیت دارد.